# Minsk Litwins
I Minsk Litwins sono una squadra di football americano di Minsk, in Bielorussia; fondati nel 2010, hanno vinto due Eastern League of American Football.
Avrebbero dovuto partecipare alla League of American Football 2017 ma si sono ritirati prima dell'inizio del torneo.

## Dettaglio stagioni

### Tornei nazionali

#### Campionato

##### Campionato bielorusso
| Stagione | regular season | regular season | regular season | regular season | regular season | regular season | playoff | playoff | playoff | playoff | playoff | playoff   | playoff          |
|          | Vin            | Par            | Per            | Tot            | PF             | PS             | Vin     | Per     | Tot     | PF      | PS      | risultato | avversaria       |
| -------- | -------------- | -------------- | -------------- | -------------- | -------------- | -------------- | ------- | ------- | ------- | ------- | ------- | --------- | ---------------- |
| 2018     | 3              | 0              | 0              | 3              | 152            | 0              | 2       | 0       | 2       | 86      | 7       | Campioni  | Minsk Hurricanes |
| 2019     | 3              | 0              | 0              | 3              | 69             | 7              | 2       | 0       | 2       | 66      | 35      | Campioni  | Minsk Moose      |
| Totale   | 6              | 0              | 0              | 6              | 221            | 7              | 4       | 0       | 4       | 152     | 42      |           |                  |

Fonti: Enciclopedia del Football - A cura di Roberto Mezzetti

##### LAF
| Stagione | regular season | regular season | regular season | regular season | regular season | regular season | playoff | playoff | playoff | playoff | playoff | playoff    | playoff         |
|          | Vin            | Par            | Per            | Tot            | PF             | PS             | Vin     | Per     | Tot     | PF      | PS      | risultato  | avversaria      |
| -------- | -------------- | -------------- | -------------- | -------------- | -------------- | -------------- | ------- | ------- | ------- | ------- | ------- | ---------- | --------------- |
| 2016     | 6              | 0              | 1              | 7              | 220            | 63             | 0       | 1       | 1       | 13      | 40      | Semifinale | Moscow Spartans |
| Totale   | 6              | 0              | 1              | 7              | 220            | 63             | 0       | 1       | 1       | 13      | 40      |            |                 |

Fonti: Enciclopedia del Football - A cura di Roberto Mezzetti

### Tornei internazionali

#### Eastern League of American Football
| Stagione | regular season | regular season | regular season | regular season | regular season | regular season | playoff | playoff | playoff | playoff | playoff | playoff   | playoff       |
|          | Vin            | Par            | Per            | Tot            | PF             | PS             | Vin     | Per     | Tot     | PF      | PS      | risultato | avversaria    |
| -------- | -------------- | -------------- | -------------- | -------------- | -------------- | -------------- | ------- | ------- | ------- | ------- | ------- | --------- | ------------- |
| 2012     | 4              | 0              | 0              | 4              | 120            | 6              | 1       | 1       | 2       | 46      | 30      | ELAF Bowl | Moscow Bruins |
| 2013     | 5              | 0              | 1              | 6              | 136            | 35             | 1       | 1       | 2       | 47      | 74      | ELAF Bowl | Minsk Zubrs   |
| 2014     | 4              | 0              | 0              | 4              | 96             | 46             | 1       | 0       | 1       | 24      | 0       | Campioni  | Moscow Bruins |
| 2015     | 5              | 1              | 0              | 6              | 144            | 39             | 1       | 0       | 1       | 21      | 0       | Campioni  | Moscow Bruins |
| Totale   | 18             | 1              | 1              | 20             | 46             | 126            | 3       | 2       | 5       | 117     | 104     |           |               |

Fonti: Enciclopedia del Football - A cura di Roberto Mezzetti

#### CFL
| Stagione | regular season | regular season | regular season | regular season | regular season | regular season | playoff | playoff | playoff | playoff | playoff | playoff   | playoff                       |
|          | Vin            | Par            | Per            | Tot            | PF             | PS             | Vin     | Per     | Tot     | PF      | PS      | risultato | avversaria                    |
| -------- | -------------- | -------------- | -------------- | -------------- | -------------- | -------------- | ------- | ------- | ------- | ------- | ------- | --------- | ----------------------------- |
| 2018     | -              | -              | -              | -              | -              | -              | 2       | 0       | 2       | 60      | 26      | Campioni  | Sankt Petersburg North Legion |
| Totale   | -              | -              | -              | -              | -              | -              | 2       | 0       | 2       | 60      | 26      |           |                               |

Fonti: Enciclopedia del Football - A cura di Roberto Mezzetti

#### Eastern European Superleague
| Stagione | regular season | regular season | regular season | regular season | regular season | regular season | playoff | playoff | playoff | playoff | playoff | playoff      | playoff                   |
|          | Vin            | Par            | Per            | Tot            | PF             | PS             | Vin     | Per     | Tot     | PF      | PS      | risultato    | avversaria                |
| -------- | -------------- | -------------- | -------------- | -------------- | -------------- | -------------- | ------- | ------- | ------- | ------- | ------- | ------------ | ------------------------- |
| 2019     | 1              | 0              | 5              | 6              | 93             | 184            | 0       | 1       | 1       | 20      | 36      | Quarto posto | Sankt Petersburg Griffins |
| Totale   | 1              | 0              | 5              | 6              | 93             | 184            | 0       | 1       | 1       | 20      | 36      |              |                           |

Fonti: Enciclopedia del Football - A cura di Roberto Mezzetti

## Palmarès
- 2 ELAF Bowl (2014, 2015)
- 1 Continental Football League (2018)
- 2 Campionati bielorussi (2018, 2019)